# Лирика
Ли́рика, лири́ческая поэ́зия (от греч. λυρικός — «исполняемый под звуки лиры, чувствительный, лирный») — род литературы, воспроизводящий субъективное личное чувство (отношение к чему-либо) или настроение автора.
По словарю Ожегова лиризм означает чувствительность в переживаниях, настроениях, мягкость и тонкость эмоционального начала; словарь Т. Ф. Ефремовой отмечает характеризующие его эмоциональность, поэтическую взволнованность, задушевность. По словарю Л. П. Крысина лирическая поэзия — это поэзия, выражающая чувства и переживания поэта.
«Лирическая манера повествования» предполагает такой тип построения художественного образа, который основан на эмоциональном переживании. Если в эпосе и драме в основе образа лежит многостороннее изображение человека в его деятельности, в сложных взаимоотношениях с людьми в жизненном процессе, лирический образ — это образ-переживание. Но переживание общественно-значимое, в котором индивидуальный духовный мир поэта, не теряя своей автобиографичности, получает обобщённое выражение, тем самым выходя за рамки его личности. Лирический образ — это эстетически значимое переживание, автобиографическое начало в нём присутствует как бы в снятом виде, и для нас важно, что поэт испытал данное переживание и что оно вообще могло быть испытано в данных обстоятельствах. Если нам известно, что лирическое переживание не автобиографично, оно всё равно сохраняет своё художественное значение, поскольку могло быть испытано. Существует традиция рассматривать лирику как сосредоточенность поэта на своей индивидуальной внутренней жизни. Таким образом, лирику трактуют как «исповедальное творчество», как «самовыражение» и «самораскрытие».
В отличие от эпоса и драмы, лирика не связана с сюжетностью, как конструктивным признаком, хотя и не исключает простейшей сюжетной организации. Как заметил А. Потебня, в отличие от эпоса, где доминирует прошедшее время, лирическое произведение пишется в настоящем времени. Если по поводу эпических и драматических произведений мы вправе спросить «чем оно кончилось» или сжато изложить его событийную основу, то в отношении лирических произведений этот вопрос лишён смысла.
Лирическое стихотворение в наиболее сосредоточенной его форме — это мгновение внутренней человеческой жизни. Мы оказываемся как бы в эпицентре переживания, которым охвачен поэт и которое целостно. В отличие от эпоса и драмы, лирика не обладает возможностями широкого описания явлений действительности, основным средством в лирическом произведении является слово, отвечающее своей организацией тому переживанию, которое находит в нём своё выражение. В лирическом произведении слово отличается своей уплотнённостью, значимостью каждого звукового, интонационного, ритмического элемента, оттенком ударения, паузы. Заметен каждый элемент речи, каждый нюанс и оттенок.
К лирическим жанрам относятся романс, послание, элегия, ода, эпиграмма, идиллия.
Истоки лирики лежат в умении певца (чтеца) передать настроение, эмоцию вокалом, интонацией, словом и рифмой.
Древнейшие дошедшие до нас произведения искусственной лирики — Псалмы царя Давида и Песнь Песней. Псалмы впоследствии легли в основу религиозной христианской лирики и были переведены на все европейские языки. Песнь Песней, приписываемую царю Соломону, можно назвать лирико-драматической поэмой; содержание её вызвало много разнообразных толкований.

## Античная лирика
В первый период древнегреческой лирики она пелась главным образом под аккомпанемент авлоса, сохранившийся и позже. На Лесбосе появляется усовершенствованная струнная гитара, приписываемая Терпандру. К лесбосской, или эолийской, школе принадлежал и Алкей, сочинявший хоровые политические песни, гимны богам, а также песни, посвящённые вину и любви.
Современницей и соотечественницей Алкея была известная Сапфо. Иной характер носила дорийская школа; она выработалась из хороводной песни, связанной с богослужебным обрядом. Древнейшими авторами хоровых песен, воспевавших политические события, были Алкман и Стесихор. Последний считается первым автором буколической пастушеской песни. Влияние дорийской школы распространилось и на южную Италию, где жил поэт Ивик, произведения которого носят чисто эротический характер. Эротическая лирика достигла высшего своего совершенства у поэта ионийской школы Анакреонта (VI век до н. э.).
Другой поэт той же школы, Симонид, обращался в своей лирике к политическим событиям. Он писал хвалебные песни в честь победителей на общественных играх (эпиникии), получивишие высшее развитие у Пиндара (также VI в.). Пиндар соединил в себе влияние дорийской и эолийской школ. Он писал во всех видах хоровой поэзии: гимны богам, дифирамбы, песни для процессий, или прозодии, плясовые или мимические песни, девичьи хороводные, застольные и хвалебные оды. Победы на играх приносили славу не только самому победителю, но и его народу или племени. Поэтому одам Пиндара придавали высокое значение, и сам он видел в них общественный подвиг. В V и IV вв. элегии и застольные песни сочиняли Ион Хиосский, Дионисий афинянин, Критий и др.
Из лириков последней поры греческой литературы, так называемого александрийского периода, выдаётся Каллимах. В III в. в Сицилии снова возрождается пастушеская поэзия. Её высшим выразителем был Феокрит, пьесы которого носят лирико-эпический характер. За Феокритом следуют Мосх и Бион. Греческая лирика, развившись из народной песни, выработала, таким образом, определённые виды поэзии: оду, элегию, любовную песню и буколическую поэму (см. Древнегреческая литература).
Древнейшие виды латинской лирической поэзии — народного происхождения и принадлежат к религиозной лирике; таковы песнь арвальских братьев и песни жрецов салиев. Литературного развития они не получили; вся лирическая поэзия последующего времени подражает греческим образцам. Высокого совершенства достигла латинская лирика в лице поэтов I в. до н. э. — Катулла, Вергилия, Горация, Тибулла, Проперция, Овидия.
Катулл писал во всех видах лирики, выработанных греками; выдающуюся роль в его стихотворениях играет любовь. Лирический характер носит и длинная поэма Лукреция «О природе». «Буколики» Вергилия состоят из эклог (так назывались в Риме короткие стихотворения), отчасти подражающих Феокриту; вкладывая в уста пастухам несвойственные им мысли и злобу дня, они ложатся в основу условной пастушеской поэзии. Гораций в своих этюдах подражал Архилоху.
Оды Горация носят совершенно другой характер, чем оды Пиндара; одни из них выражают личные чувства или настроения поэта, другие имеют морализирующее содержание, третьи относятся к политическим событиям.
Тибулл — создатель латинской эротической элегии; Проперций следовал более александрийской школе, чем древнегреческой, вследствие чего его элегии блистают учёностью и испещрены мифологическими тонкостями. Овидий в юношеских годах творил в жанре любовной элегии; таковы его знаменитые «Amores».

## Средневековая лирика
Христианство вызвало к жизни и соответствующую ему поэзию в виде гимнов (например, гимны Фортуната VI в.) и секвенций — особой стихотворной формы, принадлежавшей к так называемой народной латыни. Обе эти лирические формы пелись и при богослужении. Подобные произведения сочинялись очень рано и по-староанглийски, у англосаксов. Распространяются также латинские и староанглийские переводы псалмов. В IX в., в кружке Карла Великого, возрождается светская лирика: таковы мелкие пьесы Алкуина и Павла Диакона, имеющие характер эпиграммы.
Дальнейшая латинская литература всё более отдаляется от классических форм и приближается к народным: от XI в. до нас дошла даже одна баллада, написанная на латыни. Во Франции в XI и XII вв. народная лирика выработала несколько более близких к повседневной жизни типов песен (conzo, chanson), например, estrabot (отсюда итальянские strambotto), retroence, joc partit, débat (спор и превращение), alba (утренняя песнь), reverdie (весенняя песнь), pastoreta (пастушеская песнь, тоже весенняя), chanson de toile (лирико-эпическая песнь за прялкой), ballata — женская плясовая песнь (thème de la mal mariée). Большинство этих песен относится к весенней обрядности.
Личный характер французская лирическая поэзия приняла ранее всего в Провансе вследствие существования здесь особого класса профессиональных певцов — жонглёров и трубадуров. Состоя временно или постоянно при дворах феодалов, они воспевали доблести господина и красоту его жены; отсюда и песни их назывались служебными (sirventes).
Они сочиняли также политические песни (например, на крестовые походы: chanson d’outrée) и разные другие, заново перерабатывая приведённые выше народные виды. В среде трубадуров создалось и особое понимание любви платонической, то есть главным образом любви к женщине, высоко стоящей в обществе. Отражая в себе бурную, воинственную жизнь феодалов, поэзия трубадуров содержит и нравственные наставления, впрочем — всего чаще переплетенные с любовными мотивами.
Совершенство формы у трубадуров было велико: теоретики поэзии в средние века считали, что лирика лучше всего выражается именно на языке южной Франции. Главный удар провансальской поэзии был нанесен походом против альбигойцев. Многие трубадуры сочувствовали этой секте и состояли в числе сподвижников Раймунда Тулузского; им пришлось покинуть родину, и они рассеялись по Италии и Испании. В северную Францию они проникли ещё в XII в.; здесь появились их первые подражатели, труверы. Севернофранцузская лирика развивала также полународные формы, как романс и пастурель.
В Германии поэзия трубадуров проникла вместе с французскими модами в конце XII века через Фландрию и настолько вытеснила народную немецкую лирику, что от неё не осталось никакого следа. Одновременно с этим условная лирика зародилась и в Австрии.
Вальтер фон дер Фогельвейде сумел высвободиться от подражания провансальцам и может считаться основателем национальной немецкой лирики. Особенно своеобразный и народный характер носят пьесы, воспевающие «любовь низшую», то есть противоречащие трубадурскому пониманию любви. Проблески этой национальной лирики можно видеть и в более древних песнях Кюренберга, похожих на северофранцузские романсы (chanson de toile).
Более национальный характер носят пьесы Нейдхарта, оживившего народную зимнюю и весеннюю плясовую песню. Лирическая поэзия миннезингеров скоро перешла из среды рыцарей в среду городского мещанства и, видоизменившись сообразно новой среде, получила название мейстерзанга. Здесь она стала ближе к народной песне и сильно повлияла на последнюю.
Рыцарская лирика имеет много общего с арабской. В древней арабской поэзии мы находим ту же воинственность, то же восторженное отношение к женщине, те же панегирики князьям. Арабская лирика эпохи до Мухаммеда дошла до нас в сборниках песен «Хамаса» и «Китаб аль-Агхани», в которых отразился степной кочевой образ жизни тогдашних арабов. После Мухаммеда лирическая поэзия продолжает подражать поэзии пустыни: таковы так называемые недзмы или мендзумы.
Самым выдающимся поэтом магометанского периода арабской литературы признаётся Аль-Мутанабби. Он писал, между прочим, сатиры (гедже), вообще мало распространённые среди арабов. Рядом с арабской лирикой можно поставить и древнеперсидскую. Величайший персидский поэт Хафиз жил в XIV в. и, несмотря на духовное звание, к которому принадлежал, писал стихи, воспевающие вино и любовь. Некоторые его пьесы носят мистический отпечаток.

## Лирика Возрождения
Европейская лирика получает особенное развитие в Италии в XIV веке. Ещё в XIII веке под влиянием провансальцев начинают появляться итальянские трубадуры; особенно много их было при дворе императора-поэта Фридриха II (см. Итальянская литература).
Поэты так называемой сицилийской школы подготовили будущий расцвет итальянской лирики и выработали её две главнейшие формы: канцону и сонет. Одновременно с этим в Средней Италии развилась духовная лирика — laude, хвалебные песни Богу, проникнутые крайним мистицизмом.
В так называемой философской лирической школе флорентийских поэтов платоническая любовь приобретает нравственно-аллегорический смысл, открыть который без комментария часто невозможно. У Данте, впрочем, аллегоризм несколько менее запутан; среди его канцон есть и пьесы, относящиеся к «низшей» любви. Высокого совершенства формы и психологической художественности достигают канцоны и сонеты Петрарки, воспевающие или оплакивающие его возлюбленную Лауру; любовный платонизм достигает здесь своего высшего выражения, основанного на эстетическом такте и вкусе поэта. Влияние сонетов Петрарки на последующую лирическую поэзию даже далеко за пределами Италии постепенно возрастает, достигая кульминационного пункта в так называемом петраркизме XVI в.
Развивается, однако, и более народная форма лирической поэзии: таковы политические песни народного флорентийского поэта Буркьелло и strambotti Лионардо Джустиниани.
Народный характер носят и лирические произведения Лоренцо Медичи Великолепного. Ballate, barzellette, frottoli восходят к народной плясовой песне, известной и в ранней поре провансальской лирики; они приурочивались обыкновенно к праздничной обрядности и в Италии были связаны с карнавалом (canti Carnavaleschi). В северной Франции, где труверская поэзия всегда была ближе к народной лирике, чем на юге, в конце XIII в. она приобретает ещё более народный характер, когда из феодального замка переходит на городскую площадь.
Среди городского населения образовались литературные общества (puis), выдававшие призы за лучшие пьесы. Разные виды мещанской лирики Франции носят названия dits, chansons, complaintes и др. Среди этой мещанской поэзии выдвинулся один вполне личный поэт Рютбеф, парижский бедняк, отзывчивый к злобе дня. Поэзия вагантов носит интернациональный характер; крупнейший сборник их произведений, «Carmina Burana», возник в Германии.
Отзвуки труверской лирики продолжаются во Франции и в XIV веке; всё внимание обращено на форму, несколько обновлённую народным влиянием. Излюбленными видами лирики были rondeau (хороводная песнь), vireloi, ballade, chant royal.
Особенно вошли в моду баллады, распространённые столько же, сколько сонеты в Италии. Последним рыцарем-поэтом был Карл, герцог Орлеанский. Другой выдающийся поэт XV века во Франции, Франсуа Вийон, опять вводит нас в среду беднейшего класса населения, близкую к Рютбефу.

## Лирика XVI—XVIII веков
В новую фазу самостоятельного развития французская лирика входит в начале XVI века. Её обновляют идеи гуманизма и Реформации, но форма ещё не оторвалась от средневековья. Сборник стихотворений Маргариты Наваррской живо отражает светлые надежды и широкие взгляды начала французского Возрождения. Самым талантливым поэтом того времени был Клеман Маро.
Реформационное движение в Германии вызвало оживление и в лирике, преимущественно религиозного характера. Уже в XV в. сочинял духовные пьесы Генрих фон Лауфенберг, пользуясь при этом формой народной песни; этот-то вид лирической поэзии и обновил Лютер.
К религиозной лирике можно отнести и полемические пьесы Ульриха фон Гуттена. Немецкая лирика XVI в., как и французская, носит национальный характер и близка к мейстерзингерам; но как во Франции, так и в Германии национальная лирика отступает перед петраркизмом, то есть подражанием петрарковым сонетам. Главным петраркистом XVI в. в Италии был Пьетро Бембо. Во Франции первым подражателем Петрарки является Меллен де Сен-Желе.
Это движение особенно сильно отразилось в Англии. Здесь до XVI в. лирика была вообще мало развита: существовала народная песня обрядовая и бытовая, как это можно полагать по отрывкам песен у Шекспира, но особенным расположением пользовалась лирико-эпическая песня, воспевавшая подвиги Робин Гуда.
Попытка Чосера ввести французскую балладу не привилась. Таким образом, здесь сонетам не пришлось вытеснять национальную лирику. Ряд английских сонетистов начинается с Т. Уайетта и Г. Суррея; за ними следуют Ф. Сидни, Шекспир и др. Сонетизм продолжается в литературах Италии, Франции, Англии и в XVII в. и принимает здесь вместе с мадригалом и эпиграммой салонный характер, осмеянный Мольером.
В Италии и Испании он обновился новой манерностью под влиянием поэтов Дж. Марино и Л. де Гонгора. Из французских сонетистов XVI и XVII в. выделяются П. де Ронсар, В. Вуатюр, Ж.-Л. де Бальзак. Этим видом поэзии не пренебрегал и П. Корнель. В Германии сонетизм процветал у так называемых Пегницшеферов (нем. Pegnitzschäfer). Итальянские моды, распространившиеся по Европе вместе с гуманизмом, принесли и больший интерес к древним.
Жоашен дю Белле (в середине XVI в.), отвергнув все виды поэзии, унаследованной от средних веков, рекомендовал прежде всего античную лирику: оды, элегии, анакреонические песни, эпиграммы, сатиры и т. д., и только вдобавок указывал на сонеты. С этих пор на протяжении всего времени господства так называемого ложноклассического направления мы видим в лирике именно эти её виды. Они процветали и во Франции, и в Германии, и в России, как только она восприняла западноевропейскую цивилизацию.
Напыщенную ложноклассическую[стиль] придворную оду во Францию ввёл впервые Ронсар. За ним следовал Ф. де Малерб; известны также оды Н. Буало, Ш. Перро, А. де Ламотта и др., но вообще весь ложноклассический период очень беден лирикой и значительного ничего в этой области не произвёл. Лирическая поэзия оживает во Франции только в конце XVIII в. в элегиях и ямбах Андре Шенье, черпавшего вдохновение у древнегреческих лириков.
В Германии псевдоклассицизм и подражание Франции также произвели придворную оду. Национальная традиция долго держалась только в виде студенческой лейпцигской песни и пробудилась к новой жизни лишь под влиянием патриотизма. Таковы «Прусские военные песни гренадера» И. Глейма, вызвавшие множество подражаний.
Длинный ряд русских од начинается с оды на взятие Данцига В. К. Тредиаковского, слепо следовавшего Буало. Из 19 од М. В. Ломоносова многие не поднимаются выше обыкновенной придворной оды, но есть между ними и такие, сюжеты которых близки сердцу Ломоносова и глубоко прочувствованы; таковы, например, ода из книги Иова, «Рассуждения о Божием величии» и многие другие.
Г. Р. Державин умел соединять напыщенность оды с разнообразием сатиры и искусно пользовался описаниями природы. Особенно знаменита его ода «Бог». Он писал также подражания псалмам, анакреонтические песни и др. Рядом с Державиным было много сочинителей од, менее талантливых и искренних. Потребность сочинять оды стала чем-то вроде болезни века и была, наконец, осмеяна Дмитриевым в «Чужом Толке».
XVIII век, несмотря на своё увлечение ложноклассицизмом, не гнушался и народной песнью. Екатерина II любила этот вид лирики и вставляла народные песни в свои комедии. Тогда же богатые люди стали содержать хоры песенников, что отозвалось в народной лирике так наз. «лакейскими песнями». Одна из лучших песен этого рода, «Вышел барин из лесочку», пелась ещё в начале XX века.

## Лирика XIX века
Романтизм дал могучий толчок развитию лирики. На возрождение лиризма во второй половине XVIII в. в Германии повлияло то, что литературный вкус далеко перешагнул за узкие границы, поставленные ему классицизмом; восстановлены права индивидуализма, как национального, так и личного, и литературу охватило горячее стремление вложить в искусство новые идеи. Когда немецкий романтизм охватил все литературы Европы, они также стали лирическими; в этом сказалось влияние Гёте, Ф. Шиллера, Г. Бюргера, Л. Уланда и Л. Тика.
Английские романтики У. Вордсворт, С. Кольридж, Р. Саути, Байрон, П. Шелли, Джон Китс являются по преимуществу лирическими поэтами. То же можно сказать о французских романтиках: А. де Ламартине, В. Гюго, А. де Виньи, А. де Мюссе, и об итальянцах В. Монти, У. Фосколо, Дж. Леопарди. Лирическое настроение вдохновляет и русских поэтов начала XIX века — В. А. Жуковского, К. Н. Батюшкова, К. Ф. Рылеева, А. С. Пушкина, М. Ю. Лермонтова, П. А. Вяземского, Е. А. Баратынского, А. И. Одоевского.
Лиризм проникает во все роды поэзии, даже в повествовательные поэмы. «Страдания юного Вертера», «Деды» А. Мицкевича, «Песнь о Колоколе», «Корсар», «Королева Маб», «Ролла», «Цыганы», «Кавказский пленник» носят лирический отпечаток. Форма лирики становится свободной и подчиняется только внутренним эстетическо-психологическим законам. Лирические пьесы романтического периода и современной лирики называются просто стихотворениями (Gedichte, poésies) и чаще всего не подходят ни под одну из традиционных форм. Правда, Гёте пишет элегии, Вордсворт — сонеты, Виктор Гюго — оды, но эти виды лирики принимаются наряду со всем комплексом поэтических форм, когда-либо выработанных человечеством.
Специально разрабатывалась романтиками баллада, сюжеты которой берутся или из средневековья, или из современного народного быта. На её возникновение повлияли, среди прочего, имевшие громадный успех в XVIII в. песни Оссиана, отчасти сочинённые, отчасти переделанные из шотландских баллад Дж. Макферсоном. Романтические баллады писали Шиллер, Бюргер, Уланд в Германии, в Англии Вордсворт, Кольридж, Саути. Их баллада — более реалистического содержания. Такие баллады писал и Мицкевич.
Русская баллада началась с переводной, как, например, у В. А. Жуковского, но позднее, как и в Польше, приобрела национальный характер, например, у А. С. Пушкина, у А. К. Толстого. Таков единственный определённый вид романтической лирики; остальная лирика романтиков лучше всего может быть подразделена по внутреннему содержанию — на стихотворения, посвящённые изображению чувства, восприятия или идей. Первая группа включает в себя наиболее субъективные пьесы, например любовные.
К стихотворениям, отвечающим восприятию, принадлежат прежде всего описания природы. Гёте раньше других обратился к изображению природы в своих лирических пьесах. Стихотворения описательного характера часто совпадают с изображающими личное настроение поэта, но часто ограничиваются чисто описательными целями, и это составляет характерную особенность романтической и более поздней лирики.
Последний отдел лирической поэзии, идейный, воспроизводит какую-либо философскую, политическую или социальную мысль. В романтический период европейская лирика достигла своего высшего совершенства; но скоро на смену романтизму пришло реалистическое направление, и с этого времени поэзия перестаёт быть по преимуществу лирической. На первый план выступают более объективные виды поэтического творчества: роман, повесть и пр. В конце XIX века лирика отчасти продолжает жить старой традицией, как у «парнасцев» во Франции, А. Теннисона в Англии, А. К. Толстого, А. Н. Майкова, Я. П. Полонского, Ф. И. Тютчева, А. А. Фета, А. Н. Плещеева в России, отчасти подвергается влиянию реализма, как у Ф. Коппе, Ш. Бодлера, Ш. Леконта де Лиля, Ж. Ришпена во Франции, отчасти проникается социальными и политическими идеями, как у Гейне, Н. А. Некрасова, Н. П. Огарёва, С. Я. Надсона и др. Философские идеи века также отражаются в лирической поэзии, преимущественно у Р. Браунинга, В. Гюго и Сюлли-Прюдома.